# Miért is hittem benned?!
A "Miért is hittem benned?!" (They Asked Me Why I Believe In You) a Született feleségek (Desperate Housewives) című amerikai filmsorozat huszonnyolcadik epizódja. Az Amerikai Egyesült Államokban először az ABC (American Broadcasting Company) adó sugározta 2005. október 23-án.

## Az epizód cselekménye
Munkába állásának első napjától kezdve világos volt Lynette Scavo számára, hogy az új főnöke, Nina szokatlanul feszült személyiség. Ezt az állapotot enyhítendő, Lynette mindenfélével próbálkozott, mígnem eszébe ötlött a legegyszerűbb módszer: ki kell mozdulni és irány egy bár! Az első ilyen alkalom remekül sikerül, Nina másnap kisimulva érkezik az irodába, ám azt Lynette álmában sem gondolta volna, hogy ennek most már így kell folytatódnia estéről estére, hogy a férfifaló főnöknőjét meg ne bántsa, aki immár örömét leli a pasi-vadászatban. A világon mindenkinek szüksége van valakire, akire rábízhatja magát. Susan számára ez az ember a könyvügynöke, Lonny Moon volt. S most kiderül, hogy a sziklaszilárdság megtestesítője, akire mindig minden helyzetben számítani lehetett, óriási hibát követett el – sikkasztott a könyvkiadónál. Amióta Rex Van De Kamp testét kihantolta a rendőrség, mert úgy vélik, hogy valaki megmérgezte, Bree nem tér magához a fájdalomtól és a keserűségtől, hogy a szörnyű tettel őt gyanúsítják. Amikor pedig felcsillan az esély arra, hogy a megboldogult testét végre kiadják a hatóságok, Bree lelkesen szervezi Rex újratemetését. Gabrielle-nek sikerül megszereznie a rettegett hírű ügyvédet, David Bradleyt Carlos számára, ám a férj féltékenységből hallani sem akar róla.

## Mellékszereplők
- Adrian Pasdar – David Bradley
- Joely Fisher – Nina Fletcher
- Wallace Shawn – Lonnie Moon
- Scott Allan Campbell – Sloan nyomozó
- Kurt Fuller – Barton nyomozó
- Nicki Micheaux – Schroeder nyomozó
- James Shanklin – Morgan nyomozó
- Mark Arnold – Jack
- Travis Brorsen – Lloyd
- Ranjani Brow – Lisa
- Larry Dorf – Chuck
- Charlie Hartsock – Chaplain
- Alysia Joy Powell – Mona
- George Le Porte – Orderly
- Sam Scarber – Lamar
- Michael Bailey Smith – Bob
- Joy Bisco – Melanie Foster

## Mary Alice epizódzáró monológja
- A narrátor, Mary Alice monológja az epizód végén így hangzik (a magyar változat alapján):

„A világon mindenkinek szüksége van valakire, akire rábízhatja magát. Legyen az illető hűséges barát, elszánt szószóló, vagy szerető családtag. De olykor-olykor az életben azok, akikről azt hittük, mindig mellettünk állnak, hátat fordítanak nekünk. Ha ez megesik, bámulatos, hogy mire vagyunk képesek, hogy visszaszerezzük őket.”

## Epizódcímek szerte a világban
- Angol: They Asked Me Why I Believe In You (Azt kérdezték, miért hittem benned)
- Francia: On n'enterre que deux fois (Csak kétszer temethetsz)
- Lengyel: Moje serce bije dla tatusia (Miért is hittem benned?)
- Német: Treue Gefährten (Hűséges társak)